# IBeacon
iBeacon je trademark společnosti Apple, který označuje technologii pro proximity komunikaci elektronických zařízení.
Technologie iBeacon byla uvedena v roce 2013 jakožto ucelený systém sloužící především pro indoor navigaci. Je tvořen sítí nízkoenergetických Bluetooth (BLE 4.0) vysílačů, tzv. beaconů či spotů, které dokáží mobilním zařízením předávat identifikační informace. Ty mohou dále zpracovávat aplikace nainstalované v mobilních zařízeních a využívat je pro následné zobrazení libovolného obsahu.
Technologie nalezla využití především v marketingu, ale také v rámci turistického ruchu či u úřadů nebo kulturních institucí.

## Technologie v ČR a ve světě
Apple provozuje technologie ve svých Apple Storech nebo na konferencích. K testování spotů přistoupila také britská společnosti Virgin, která s jejich pomocí upozorňuje pasažéry na vyzvednutí palubních vstupenek. Za průkopníka technologie je považována také Coca-Cola, která ji využila již v několika svých kampaních.
V České republice se testování technologie věnuje například OD Kotva a využívá ji například také muzeum voskových figurín Grévin Praha.

## Budoucnost technologie
Podle výzkumu provedeného společností ABI Research v roce 2014 se odhaduje, že během příštích 5 let vzroste trh s technologií a zařízeními iBeacon přibližně na 60 milionů kusů. Během pěti let by tak trh měl dosáhnout objemu cca 500 milionů dolarů (10 miliard korun).

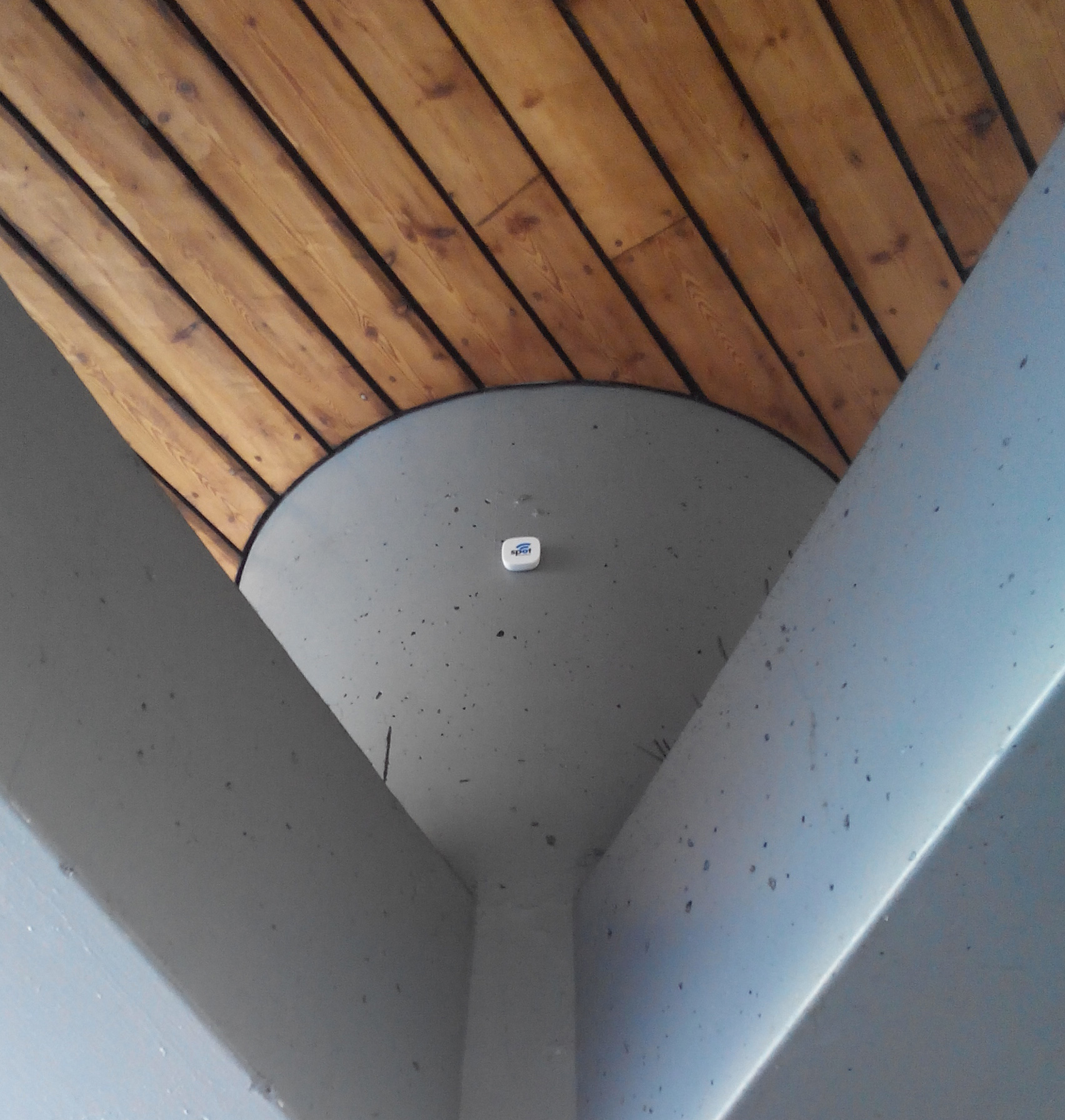
Umístění spotu na fasádě budovy
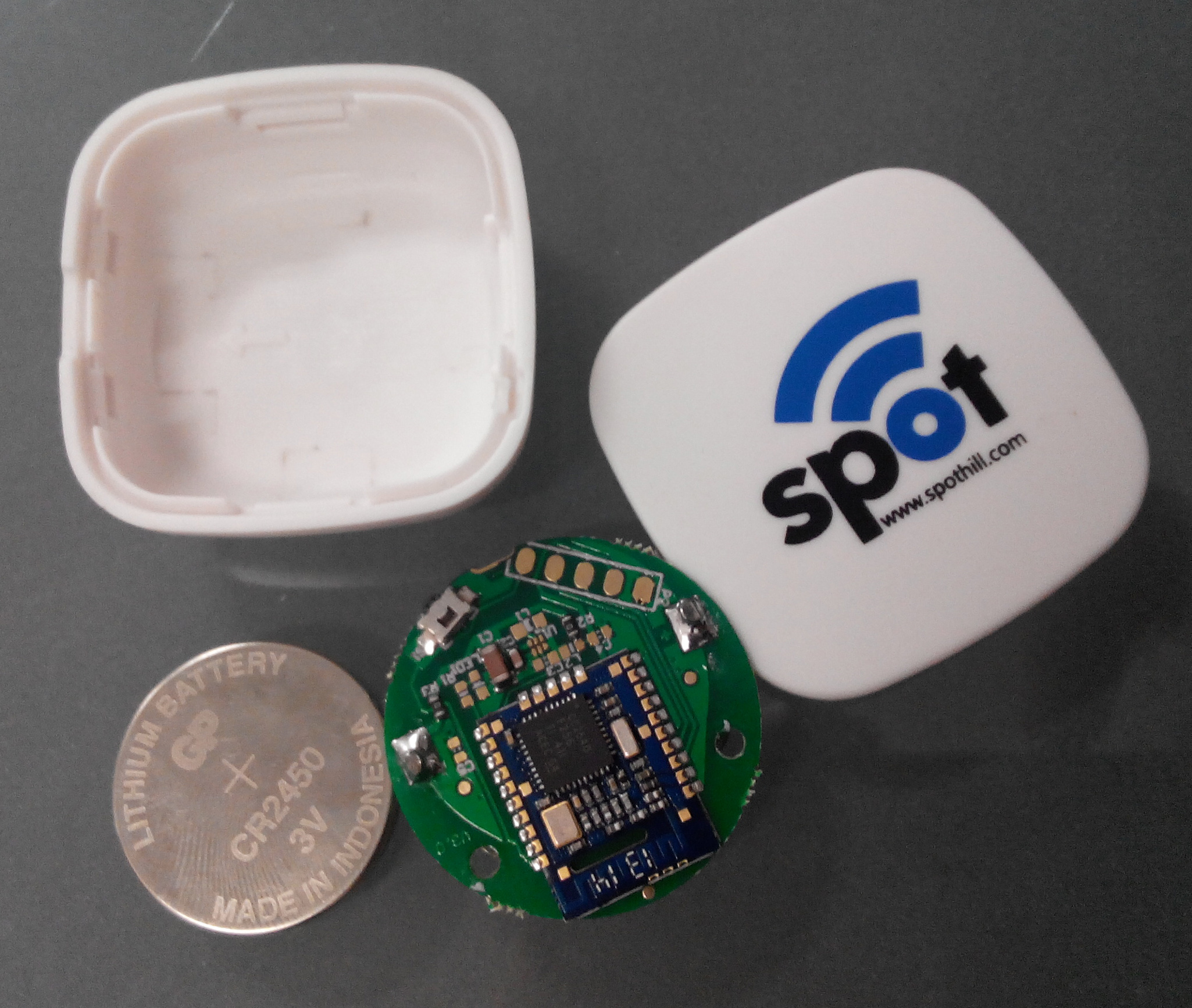
Rozložený spot